# Francisco Linares Alcántara (comune)
Francisco Linares Alcántara è un comune del Venezuela situato nello stato dell'Aragua.
Il capoluogo del comune è la città di Santa Rita.